# Blåskvintett
Blåskvintett eller blåsarkvintett är ett begrepp som ursprungligen innebar att blåskvintett var benämningen på den spelade musiken medan blåsarkvintett var benämningen på ensemblen som spelar musiken. Numera används dock begreppen ofta synonymt. Blåskvintett kallas också ofta träblåskvintett och består av instrumenten flöjt, oboe, klarinett, valthorn och fagott.

## Exempel på kompositörer som komponerat för blåskvintett
- Carl Nielsen
- Anton Reicha
- György Ligeti